# Manolo Blahnik
Manolo Blahnik, geboren als Manuel Blahnik Rodríguez (Santa Cruz de La Palma, 28 november 1942), is een Spaanse ontwerper en oprichter van het gelijknamige haute-couture-schoenenmerk.

## Biografie

### Zorgeloze jeugd

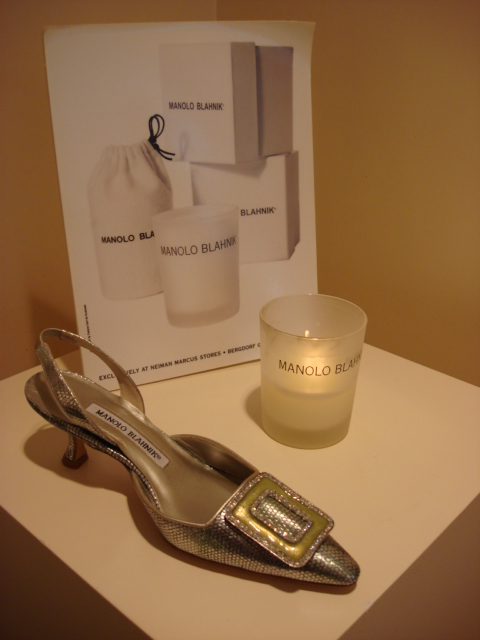
Manolo Blahnik-schoen getoond op een display in een winkel in New York

Blahnik werd geboren op de Canarische Eilanden als oudste van twee kinderen in een welvarend gezin. De familie van zijn Tsjechoslowaakse vader had een farmaceutisch bedrijf in Praag en de familie van zijn Spaanse moeder bezat een bananenplantage. Deze was gelegen in de stad Santa Cruz de la Palma, waar Blahnik samen met zijn zusje werd grootgebracht en thuis les kreeg. Hier leidden ze een rustig en vrij geïsoleerd bestaan zonder televisie en vliegtuigverkeer, maar volgens Blahnik was dit het paradijs.
Zo nu en dan reisde het gezin naar het Europese vasteland om kleding van Balenciaga te bestellen, de favoriete modeontwerper van zijn moeder. Zij hield erg van deze glamour en luxe, die Manolo dan ook met de paplepel werd ingegoten. Naar eigen zeggen heeft hij altijd de aandrang gevoeld om alles wat bewoog te verkleden. Zo ook zijn hondje, wiens pootjes hij maar al te graag versierde met linten. Tijdens de schaarste van de Tweede Wereldoorlog leerde zijn moeder van lokale schoenmakers haar eigen schoenen te maken. Deze maakte zij uit allerlei materiaalsoorten die maar te verkrijgen waren, zoals hout, leer, lint en kant.

### Vroege carrière
Later verhuisde Blahnik voor zijn studie naar Zwitserland. In Genève begon hij aan een rechtenstudie, omdat zijn ouders hem graag diplomaat zagen worden. Na het eerste semester stapte hij over van rechten naar literatuur. In 1965 gaf hij zijn studie op en verhuisde hij naar Parijs om kunst te studeren. Hier werkte hij ook in een boetiek. In 1968 kwam hij in Londen terecht. Hij voelde zich daar meteen thuis, mede doordat hij tijdens zijn opvoeding aan veel Engelse invloeden had blootgestaan. Ook in Londen werkte hij in een modeboetiek, genaamd Zapata. Na alle ervaring die hij had opgedaan tijdens het werken in boetieks, experimenteerde hij met het ontwerpen van decors.
De ommezwaai naar schoenontwerper vond pas plaats in 1970, toen Paloma Picasso, een oude vriendin uit Parijs, hem voorstelde om mee naar New York te gaan. Hier toonde hij de hoofdredacteur van de Amerikaanse Vogue, Diana Vreeland, zijn schetsen. Haar oog viel op zijn schoenontwerpen en ze gaf hem onverwacht het advies om zich uitsluitend daarop te gaan richten.

### Schoenontwerper
Door de komst van de minirok ging opnieuw de aandacht uit naar schoenen. Het was een goede tijd om schoenen te ontwerpen en produceren en Blahnik besloot hierin verder te gaan. Door tijdens fabrieksbezoeken in gesprek te gaan met de medewerkers, kreeg hij het proces van schoenen maken onder de knie. Hij leerde van het machinepersoneel, de patroonsnijders en de technici alle kneepjes van het vak en na een jaar maakte hij schoenen voor Zapata. Het duurde jaren om de kunst van het schoenmaken te leren, maar gaandeweg wist hij steeds beter hoe hij schoeisel kunstzinnig en technisch kon perfectioneren.
Zijn doorbraak beleefde Blahnik in 1972, toen hij zijn eerste collectie ontwierp voor Londens toentertijd bekendste ontwerper, Ossie Clark. Doordat Blahnik nog weinig ervaring had, maakte hij een fout in de schoenen. Hij wist nog niet dat het noodzakelijk was om stalen staven in de hakken te verwerken, waardoor deze een beetje zacht werden bij warmte. Hierdoor liepen de modellen enigszins wiebelend over de catwalk, een tred die ‘The New Walk’ werd gedoopt. De fout zorgde ervoor dat Blahniks carrière van de grond kwam en vanaf dat moment was de mode-elite vaste klant.
Een jaar later kocht hij Zapata’s eigenaar uit en opende hij zijn eerste eigen verkoopzaak in Oldchurch Street in de Londense wijk Chelsea, een winkel die tot op heden nog altijd het vlaggenschip van Manolo Blahnik is.
Blahnik werkt samen met modeontwerpers van over de hele wereld. Naast Londen heeft hij inmiddels ook winkels in New York, Las Vegas, Madrid, Hongkong, Dubai, Stockholm, Istanboel, Seoel en Singapore.
In 2013 leverde hij ook een bijdrage aan de London Fashion Week. Zijn creatieve inbreng in samenwerking met de British Fashion Council hielp Londens reputatie als innovatieve en originele modehoofdstad te versterken.

### Handwerk
Blahnik is een van de weinige ontwerpers die nog steeds zelf zijn eigen schoenen maakt, zonder de hulp van assistenten of leerlingen. Het eerste prototype zet hij met de hand in elkaar. Ook legt hij nog vaak de laatste hand aan de schoenen van zijn merk, om ze te perfectioneren. Daarnaast past hij sommige van zijn schoenen ook daadwerkelijk zelf aan, om te kijken of ze breken.
Het kenmerk van de ambachtsman is voornamelijk te vinden in het silhouet en de lijnen van de schoenen, die herkenbaar zijn in al zijn ontwerpen. De combinatie tussen precisie en balans, een nette afwerking en luxe zijn kwaliteiten die van groot belang zijn. Blahniks filosofie op het gebied van schoenen komt duidelijk naar voren in zijn uitspraken: “Shoes help transform a woman. A good shoe can change your way of walking. Immediately.”
Van ieder paar dat hij ontwerpt, bewaart hij er een. Hierdoor heeft hij nu zo’n 25.000 paar schoenen in twee aangrenzende huizen in Bath op datum gesorteerd verzameld staan.

## Prijzen en onderscheidingen
Vanuit Londen breidde het merk zich verder uit over de wereld, waaronder ook naar de Verenigde Staten. Hier wordt Blahnik geroemd om zijn uitbundige stijl en werd hij onderscheiden met verscheidene prijzen.
Council of Fashion Designers of America (CFDA)
- 1987: Special Award
- 1990: Accessory Designer of the Year
- 1997: The Stiletto Award

British Fashion Council
- 1990: Accessory Designer of the Year
- 1999: Accessory Designer of the Year
- 2003: Accessory Designer of the Year
- 2007: Commander of the British Empire, voor zijn verdiensten voor de Britse mode-industrie
- 2012: Outstandig Achievement Award

Spaanse onderscheidingen:
- 2001: La Aguja de Oro (de gouden naald)
- 2002: La medalla de Oro en las Bellas Artes, uitgereikt door Juan Carlos I, koning van Spanje[3]

In 2003 kreeg hij als eerste schoenontwerper een eigen grote tentoonstelling in het Design Museum in Londen. Tegelijkertijd werd het boek Manolo Blahnik: Drawings gepubliceerd, waarin een groot aantal van Blahniks schetsen uit de begintijd van zijn carrière zijn opgenomen. Vervolgens verscheen in 2005 het boek Blahnik by Boman: A Photographic Conversation van de hand van Eric Boman, een fotograaf en oude vriend van Blahnik. In datzelfde jaar werd hij door kostuumontwerper en Oscarwinnaar Milena Canonero gevraagd om schoenen te ontwerpen voor de biografische film Marie Antoinette, geregisseerd door Sofia Coppola. Later werd deze film bekroond met een Academy Award voor beste kledij. 
Ook in 2010 kwam een boek over Manolo Blahnik uit: Manolo’s New Shoes: Drawings by Manolo Blahnik.

## Onderdeel van de moderne cultuur

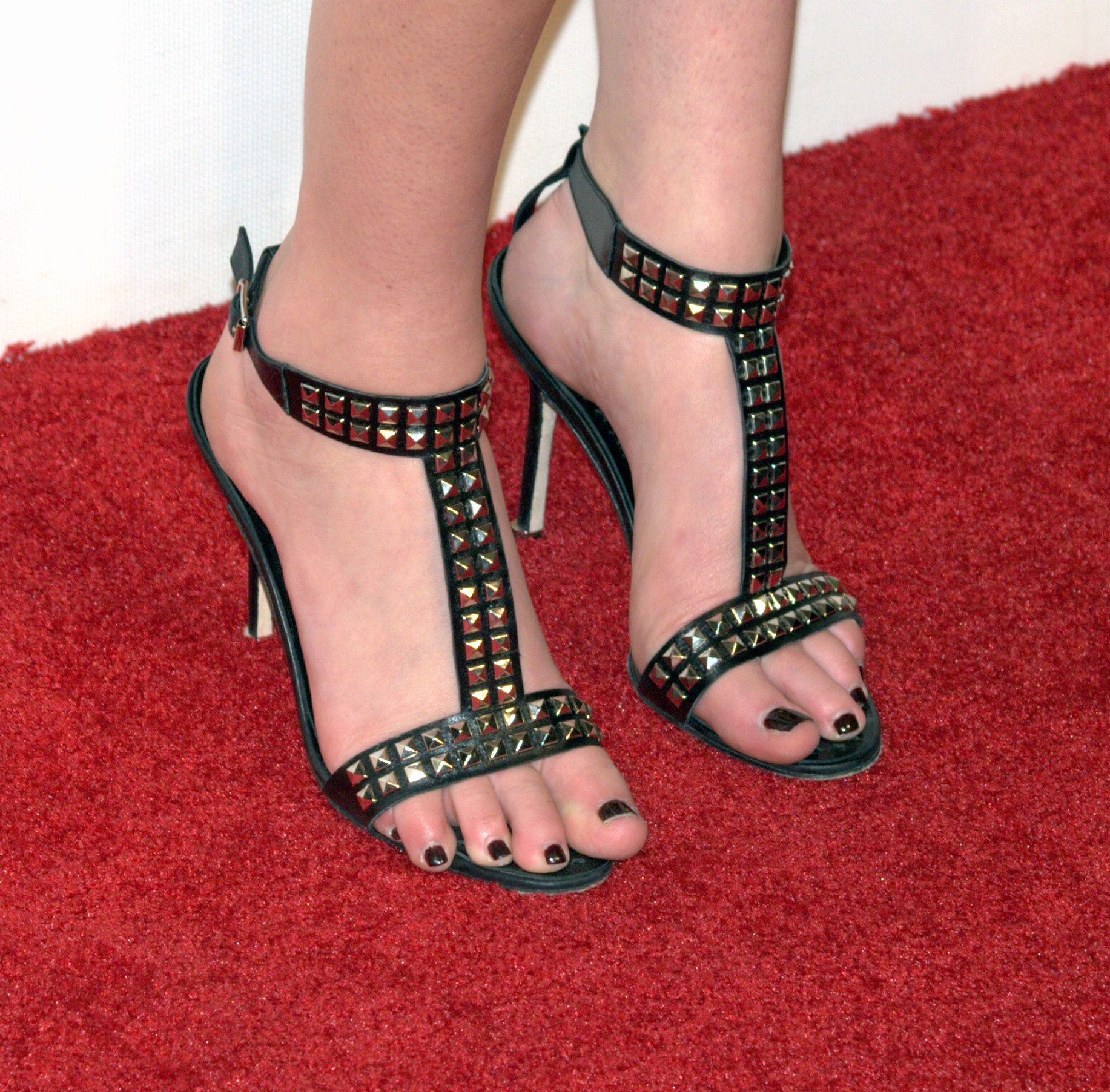
Manolo Blahniks gedragen door actrice Whitney Port op het Tribeca Film Festival in 2009

Blahniks schoenen werden bekend bij een groter publiek dankzij onder andere de serie Absolutely Fabulous. De komst van de populaire televisieserie Sex and the City maakte van Manolo Blahnik een begrip in de VS. De schoenen werden vereeuwigd door de aan schoenen verslaafde hoofdrolspeelster Carrie Bradshaw.
Een gevolg van de combinatie Manolo Blahnik en Sex and the City was een nieuwe samenwerking. Sarah Jessica Parker, de actrice die ‘Carrie Bradshaw’ in de serie speelt, brengt met medewerking van Manolo Blahnik op 28 februari 2014 een eigen schoenenlijn uit.
De British Fashion Council noemt zijn schoenen een symbool van de 21e eeuw. Onder anderen Jackie Onassis, Madonna, prinses Diana en Bianca Jagger waren of zijn vaste klanten.
- Biblioteca Nacional de España: XX1700772
- Bibliothèque nationale de France: cb161378162 (data)
- Catàleg d'autoritats de noms i títols de Catalunya: 981058508975806706
- Gemeinsame Normdatei: 124869149
- International Standard Name Identifier: 0000 0001 1026 0074
- Library of Congress Control Number: n00011806
- Nationale Bibliotheek van Letland: 000137120
- National Gallery of Victoria: 15389
- Nationale Bibliotheek van Tsjechië: xx0021581
- Nationale Bibliotheek van Israël: 987012502973505171
- Nederlandse Thesaurus van Auteursnamen: 074582585
- RKD-Nederlands Instituut voor Kunstgeschiedenis: 484461
- Istituto Centrale per il Catalogo Unico: PALV010357
- SNAC: w6zd0dmp
- Système universitaire de documentation: 151776350
- Virtual International Authority File: 45246684
- WorldCat: E39PBJrwW77x63RK3CjPhHRh73